# Tha Than
 (août 2019).
Tha Than est une ville de Thaïlande située dans la province de Chachoengsao, dans le district de Phanom Sarakham (en). En 2005 sa population était de 8 223 habitants.